# Список умерших в 1302 году
В этой статье представлен список известных людей, умерших в 1302 году.

## Январь
- 2 января — Генрих I Мекленбургский («Пилигрим») — князь Мекленбурга (1264—1275, 1299—1302)
- 13 января:
  - Вольфхард фон Рот[нем.] — князь-епископ Аугсбурга (1288—1302);
  - Луи I де Во — князь Во (1285—1302), родоначальник ветви Во Савойского дома.
- 19 января — Аль-Хаким Биамриллах I — второй аббасидский халиф Каира (1262—1302), основатель династии каирских халифов.
- 26 января — Годфри Гиффорд[англ.] — канцлер казначейства и Лорд-канцлер Англии (1266—1268), епископ Вустера (1268—1302)
- Фридрих фон Боланден[нем.] — князь-епископ Шпейера (1272—1302)

## Февраль
- 1 февраля — Андреа де Сегни[итал.] — итальянский францисканский теолог, святой римско-католической церкви[1].

## Март
- 1 марта — Джерардо Бианки — итальянский кардинал-священник Santi XII Apostoli (1278—1281), кардинал-епископ Сабина-Поджо Миртето (1281—1302), декан Коллегии кардиналов (1297—1302).
- 3 марта — Роже Бернар III де Фуа — граф де Фуа (с 1265), виконт де Кастельбон и де Сердань (с 1260), сеньор Андорры (1260—1278), первый князь-соправитель Андорры (с 1278), виконт де Беарн и де Габардан (с 1290), сын графа Роже IV де Фуа и Брунисенды де Кардона, трубадур.
- 9 марта — Ричард Фицалан (35) — граф Арундел (1272—1302).
- 20 марта — Ральф Велпол[англ.] — епископ Нориджа[англ.] (1288—1299), епископ Или (1299—1302)

## Апрель
- 7 апреля — Мухаммад II аль-Факих — эмир Гранады (1273—1302)
- 9 апреля — Констанция II Сицилийская — королева-консорт Арагона (1276—1285), королева-консорт Сицилии (1282—1285), жена Педро III, святая римско-католической церкви.

## Май
- 2 мая — Бланка д’Артуа — королева-консорт Наварры и графиня-консорт Шампани (1270—1274), жена Генриха I Толстого, регент Наварры (1274—1284), графиня-консорт Лестер и графиня-консорт Ланкстер (1276—1296) как жена Эдмунда Горбатого

## Июнь
- 11 июня — Уильям Марч[англ.]* — лорд-казначей Англии (1290–1295), епископ Бата и Уэльса (1293—1302)
- 30 июня:
  - Жерар де Реланс[нем.] — епископ Меца (1297—1302);
  - Ингебурга[англ.] — герцогиня-консорт Саксонии (1270—1285), жена Иоганна I, дочь Биргера.

## Июль
- 11 июля:
  - Ги де Клермон — маршал Франции (с 1292), погиб в битве при Куртре;
  - Готфрид д’Арсхот[фр.] — первый сеньор Арсхота (1284—1302), погиб в битве при Куртре;
  - Жак де Шатильон[англ.] — французский губернатор Фландрии (1300—1302), погиб в битве при Куртре;
  - Жан I д’Омаль — граф Омальский (1260—1302), погиб в битве при Куртре;
  - Жан II де Даммартен — граф Даммартена (1272—1302), погиб в битве при Куртре;
  - Жан III де Бриенн — граф д’Э (1294—1302), граф де Гин (1295—1302), погиб в битве при Куртре;
  - Рауль II де Клермон-Нель — сеньор де Нель и де Удан, Виконт Шатодёна (по праву жены) (до 1275 — до 1296), великий камергер Франции (1283—1302), коннетабль Франции (1277—1302), погиб в битве при Куртре;
  - Роберт II д’Артуа (51) — граф Артуа (1250—1302), сын Роберта I Доброго, графа Артуа, и Матильды Брабантской, командовал французской армией во время войн с Фландрией (1297—1302). погиб в битве при Куртре;
  - Симон де Мелён — маршал Франции (с 1290), погиб в битве при Куртре;
  - Пьер Флот — канцлер Франции (1292—1302), хранитель большой королевской печати Франции (1302), организатор первых в истории Франции Генеральных штатов (1302), один из самых известных легистов короля Филиппа IV Красивого, погиб в битве при Куртре.
- 13 июля — Александр Люнебург[нем.] — бургомистр Любека (1302)

## Август
- 19 августа — Иоланда Арагонская — герцогиня-консорт Калабрии (1297—1302) жена будущего короля Неаполя Роберта Мудрого

## Сентябрь
- 18 сентября — Евдокия Палеологиня — императрица-консорт Трапезундской империи (1282—1284, 1285—1297), жена Иоанна II Великого Комнина.
- Генрих III — граф Бара (1291—1302)

## Октябрь
- 5 октября — Ибн Дакик аль-Ид (74) — исламский богослов, правовед (факих) шафиитского мазхаба.
- 10 октября — Теодорих из Градца[нем.] — епископ Оломоуца (1281—1302)
- 28 октября — Маттео Акваспартский — итальянский философ, генерал-министр ордена францисканцев (1287—1289).
- Льебо IV де Бофремон, франко-бургундский государственный и военный деятель, маршал Бургундии (с 1275).

## Ноябрь
- 17 ноября — Гертруда Великая (46) — католическая святая, немецкий мистик.

## Декабрь
- 2 декабря — Аудун Хуглейкссон[англ.] — норвежский дворянин, ближайший советник королей Магнуса VI Лагабете и Эйрика II Магнуссона
- 13 декабря — Адольф II[англ.] — граф Вальдек из дома Вальдека (1270—1276), князь-епископ Льежа (1301—1302).

- 17 декабря — Пьетро Валерьяно Дурагуэрро[итал.] — итальянский кардинал-дьякон Santa Maria della Scala
- 21 декабря — Жан II д’Аркур («Храбрец») — французский военачальник, сеньор д’Аркур, барон д’Эльбёф, виконт де Шательро, маршал Франции (с 1283) и адмирал.
- 26 декабря — Вальдемар I Биргерссон — король Швеции (1250—1275), умер в тюрьме.
- 29 декабря — Вислав II — князь Рюгена (1260—1302)
- 31 декабря — Ферри III — герцог Лотарингии (1251—1302)

## Дата неизвестна или требует уточнения
- Джон II Комин «Чёрный» — лорд Баденоха из клана Коминов (1277—1302)
- Джон де Сешевилл[англ.] — английский философ
- Дитрих фон Аполда[нем.] — немецкий писатель
- Жан де Самуа[фр.] — епископ Ренна (1298—1299), епископ Лизьё (1299—1302).
- Иван Дмитриевич — последний удельный переяславль-залесский князь (1294—1302).
- Кей-Кубад III — султан Рума (1283—1302)
- Мария Аргайлская[англ.] — королева—консорт Мэна и Островов (?—1265) как жена Магнуса III, графиня-консорт Стратерна (?—1271), как жена графа (мормэра) Маоля Йосы II
- Рудольф II фон Монфорт[нем.] — первый граф Монфорт-Фельдкирх
- Салих[англ.] — султан Мальдивских островов (1293—1302).
- Сулейман-бей Эшрефоглу, основатель и правитель бейлика Эшрефогуллары.
- Чимабуэ — флорентийский живописец, один из главных возродителей итальянской живописи после её продолжительного средневекового застоя.